# 延喜式神名帳

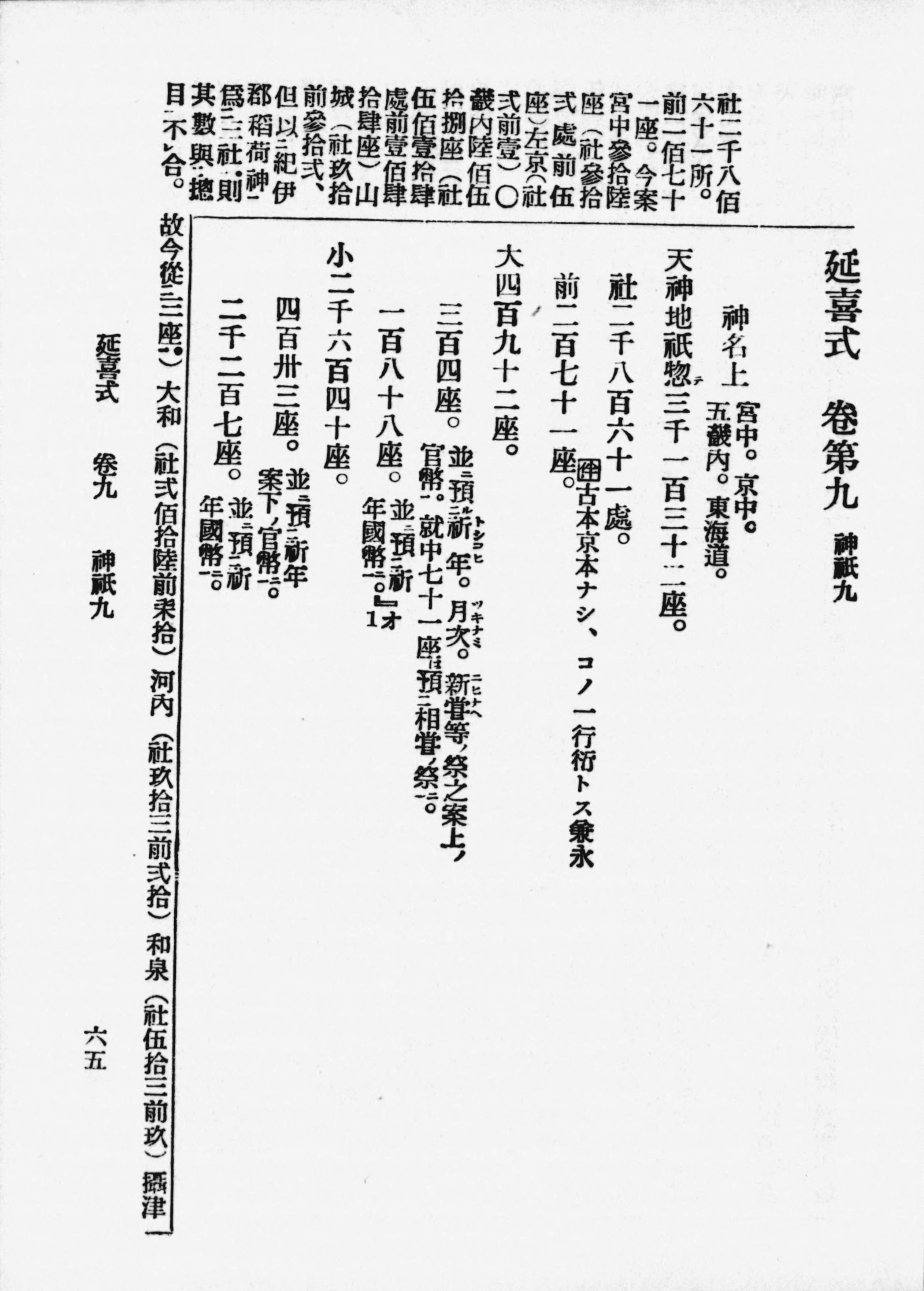
日本古典全集に収録された『延喜式』巻9の本文

延喜式神名帳（えんぎしき じんみょうちょう、しんめいちょう）は、延長5年（927年）にまとめられた『延喜式』の巻九・十の神名式上・下の総称。
延喜式によって「官社」に指定する神社一覧である。独立の写本などが作られるようになった時期は明確でないが、おそらく中世初期のことと思われる。

## 神名帳の性質・成立
本来「神名帳」とは、古代律令制における神祇官が作成した官社の一覧表を指し、官社帳ともいう。国・郡別に神社が羅列され、官幣・国幣の別、大社・小社の別と座数、幣帛を受ける祭祀の別を明記するのみで、各式内社の祭神名や由緒などの記載はない。延喜式神名帳とは、延喜式の成立当時の神名帳を掲載したものである。

### 式内社
延喜式神名帳に記載された神社、および現代におけるその論社を「延喜式の内に記載された神社」の意味で延喜式内社、または単に式内社（しきないしゃ）、式社（しきしゃ）といい、一種の社格となっている。
延喜式神名帳に記載された神社（式内社）は全国で2861社で、そこに鎮座する神の数は3132座である。
式内社は、延喜式が成立した10世紀初頭には朝廷から官社として認識されていた神社で、その選定の背景には政治色が強くみえる。

### 式外社
これに対して、当時すでに存在したが延喜式神名帳に記載がない神社を式外社（しきげしゃ）という。式外社には、朝廷の勢力範囲外の神社や、独自の勢力を持った神社、また、神仏習合により仏を祀る寺となった神社、僧侶が管理した神社、正式な社殿がなかった神社などが含まれる。

### 国史見在社
式外社だが延喜式成立以前に成立した六国史に社名が見えながら、延喜式に登載されなかった神社を「国史見在社」あるいは略して「見在社」といい、石清水八幡宮、大原野神社などがある。

## 式内社の社格

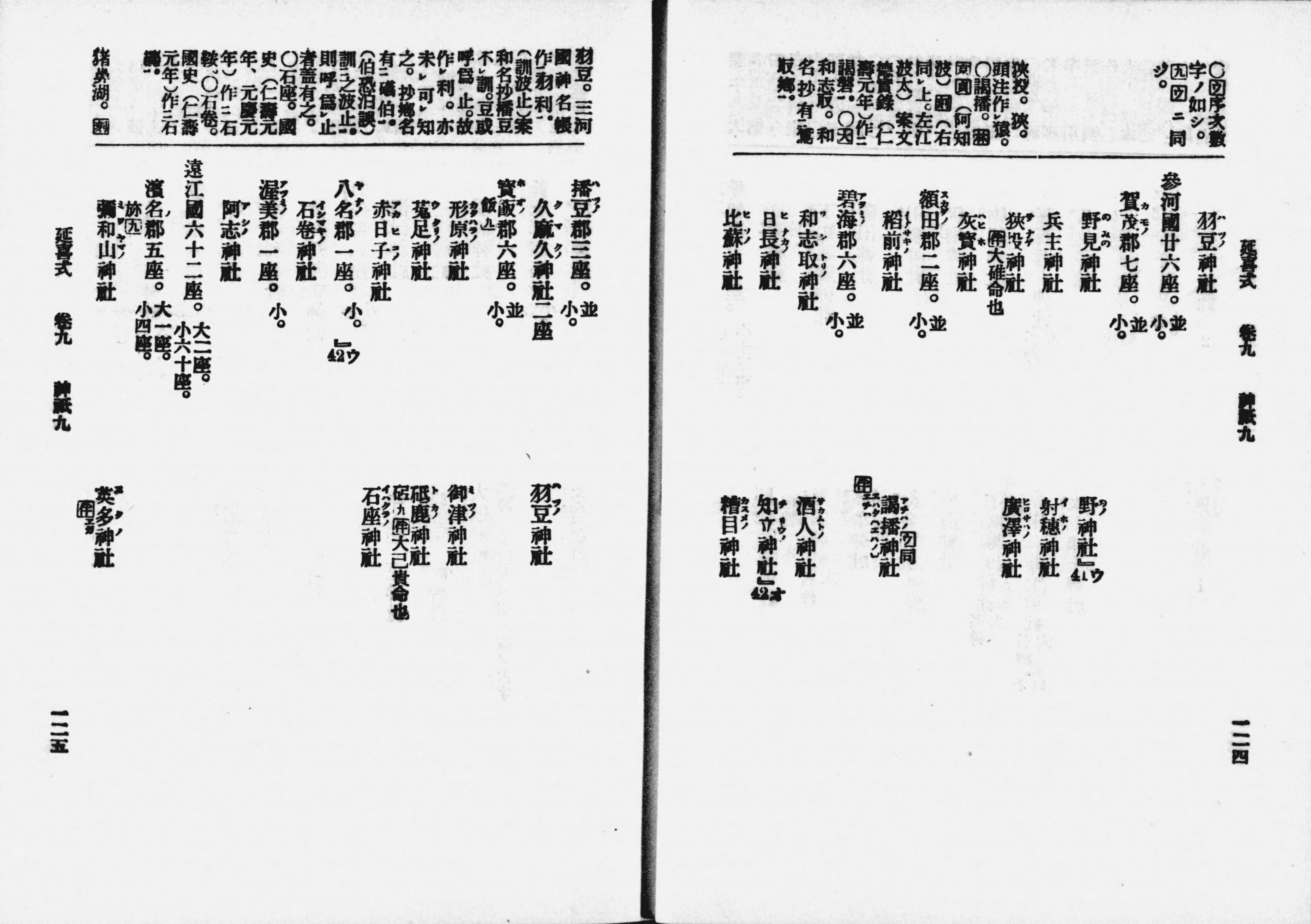
日本古典全集に収録された『延喜式』巻9の「遠江國」の部分

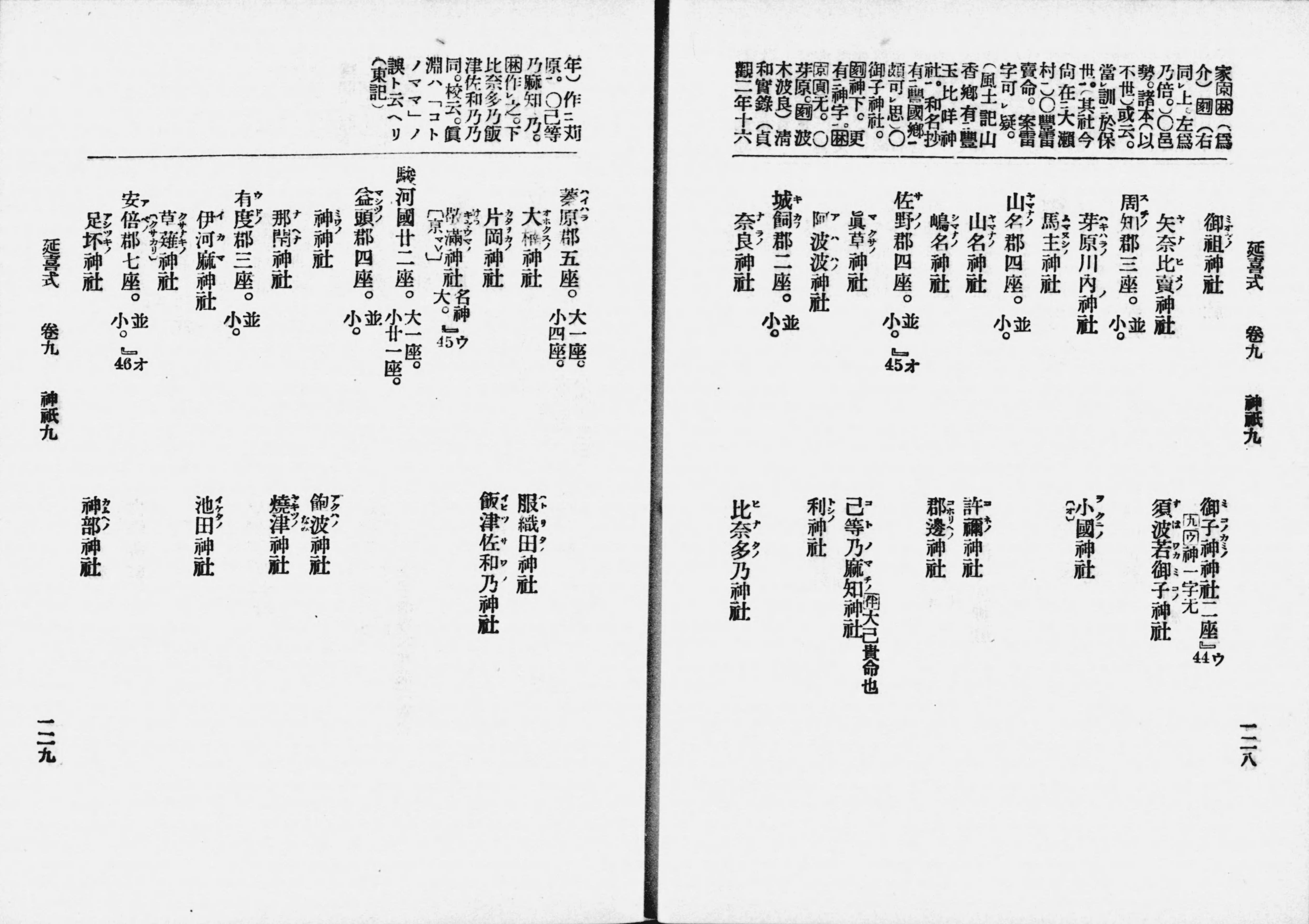
日本古典全集に収録された『延喜式』巻9の「駿河國」の部分

式内社は各種の種別がある。まず官幣社と国幣社の別である。官社とは、毎年2月の祈年祭に神祇官から幣帛を受ける神社のことで、各神社の祝部（ほうりべ、旧仮名遣：はふりべ）が神祇官に集まり幣帛を受け取っていた。その後平安時代の延暦17年（798年）に、引き続き神祇官から幣帛を受ける官幣社と、国司から幣帛を受ける国幣社とに分けられた。式内社では、官幣社が573社 737座、国幣社が2288社 2395座である。国幣社が設けられたのは、遠方の神社では祝部の上京が困難なためと考えられるが、遠方でも重要な神社は官幣社となっている。
次が大社と小社の別である。この別はその神社の重要度や社勢によったと考えられる。官幣社・国幣社および大社・小社はすべての式内社について定められたので、式内社は以下の4つに分類されることとなる。
| 官幣大社 | 0198社 | 0304座 |
| 国幣大社 | 0155社 | 0188座 |
| 官幣小社 | 0375社 | 0433座 |
| 国幣小社 | 2133社 | 2207座 |

官幣大社は畿内に集中しているが、官幣小社は全て畿内に、国幣大社と国幣小社は全て畿外にある。なお、近代社格制度にも同じ名称の社格があるが、式内社の社格とは意味が異なる。また、近代社格制度の社格は延喜式における社格とは無関係で、制定時の重要度や社勢に応じて定められた。
式内社の中には、祈年祭以外の祭にも幣帛を受ける神社があり、社格とともに記された。
| 名神 | 名神祭が行われる神社     |
| 月次 | 月次祭に幣帛を受ける神社 |
| 相嘗 | 相嘗祭が行われる神社     |
| 新嘗 | 新嘗祭に幣帛を受ける神社 |

## 論社
式内社の後裔が現在のどの神社なのかを比定する研究は古くから行われている。現代において、延喜式に記載された神社と同一もしくはその後裔と推定される神社のことを論社（ろんしゃ）・比定社（ひていしゃ）などと呼ばれる。
式内社の後裔としてほぼ確実視されている神社でも、確実な証拠はほとんど無く、伝承により後裔の可能性がきわめて高い論社という扱いである。延喜式編纂時以降、社名や祭神・鎮座地などが変更されたり、他の神社に合祀されたり、また、荒廃した後に復興されたりした場合、式内社の後裔と目される神社が複数になることもある。
論社には、他の研究によって後裔社だとみなされることもあるが、その神社自ら式内社だと主張することも多い。